# Mid Pacific Air
 (septembre 2019).
Pour les articles homonymes, voir Pacific.
Mid Pacific Air est une ancienne compagnie aérienne régionale à bas coût qui a commencé à exploiter des services passagers à Hawaii. Fondés en 1981, les premiers itinéraires reliaient les îles de Kauai, O'ahu, Maui et Hawaii (la grande île). Ses principaux concurrents étaient les transporteurs aériens établis Hawaiian Airlines et Aloha Airlines. Lorsqu'elle opérait dans le Midwest, son siège se trouvait sur le site de l'aéroport international d'Indianapolis, à Indianapolis (Indiana). À l'origine, son siège était situé à l'aéroport international d'Honolulu.